# Ориньюс
Ориньюс (порт. Ourinhos) — муниципалитет в Бразилии, входит в штат Сан-Паулу. Составная часть мезорегиона Ассис. Входит в экономико-статистический микрорегион Ориньюс. Население составляет 108 236 человек на 2007 год. Занимает площадь 296,203 км². Плотность населения — 359,0 чел./км².

## История
Город основан 13 декабря 1918 года.

## Статистика
- Валовой внутренний продукт на 2003 год составляет 938 779 564,0 реалов (данные: Бразильский институт географии и статистики).
- Валовой внутренний продукт на душу населения на 2003 год составляет 9329,39 реалов (данные: Бразильский институт географии и статистики).
- Индекс развития человеческого потенциала на 2000 год составляет 0,813 (данные: Программа развития ООН).

## География
Климат местности: субтропический. В соответствии с классификацией Кёппена, климат относится к категории Am.

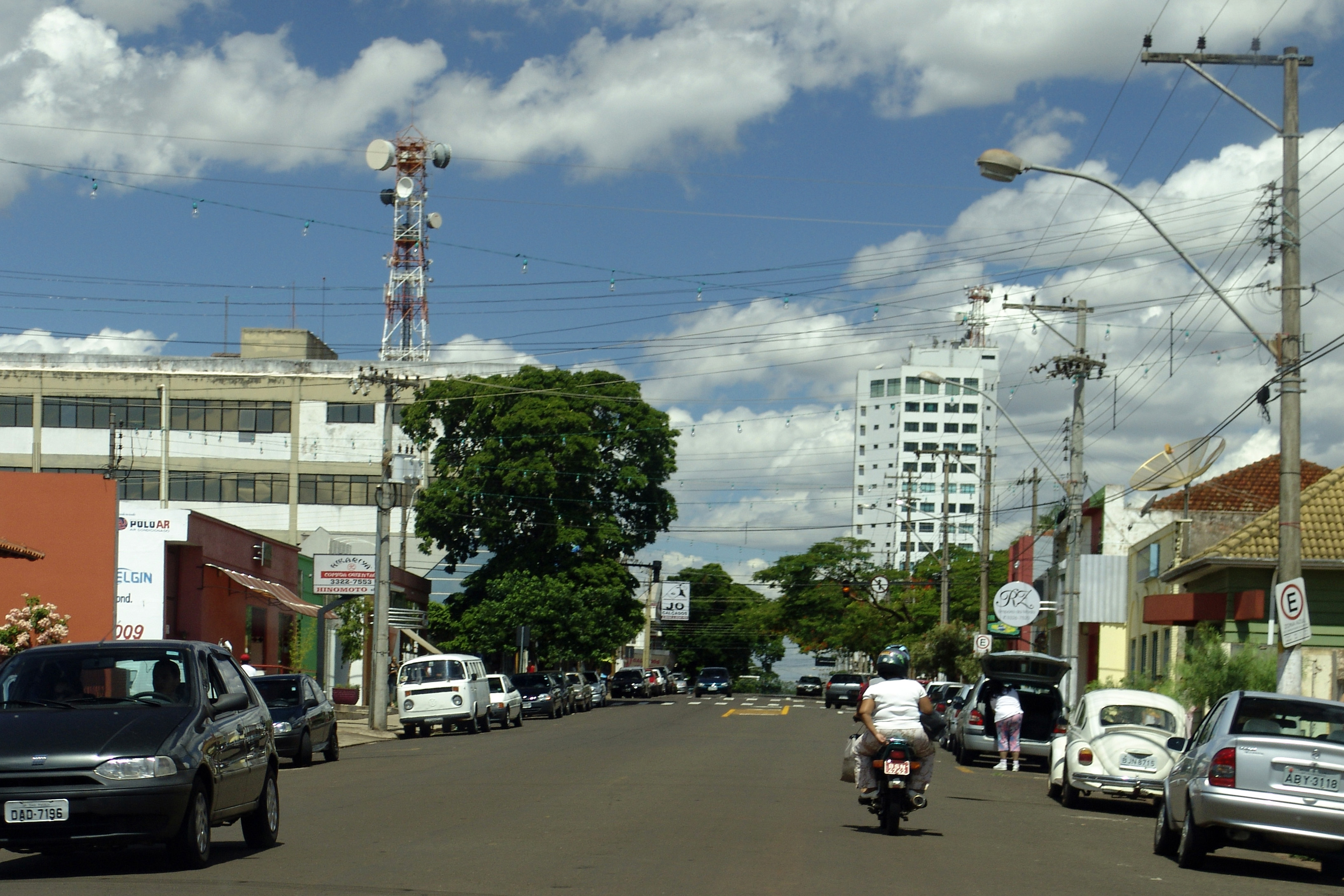